# Mnemic
Mnemic (иногда пишут как MNE|\)IC) — датская метал-группа, образованная в Ольборге в 1998 году. Их музыка является смесью грув-метала, индастриала и металкора. После радикальной смены в составе, оставившей единственного первоначального участника — Эфтеми, в группе появляются элементы прогрессивного метала и джента. Сами музыканты определяют свой стиль как ‘Future Fusion Metal’.
Mnemic попали в Топ 100 Дании со своим альбомом The Audio Injected Soul и были первой датской группой, удостоенной чести открыть рок-фестиваль в Роскилле, который является одним из крупнейших европейских фестивалей, в 2004 году. Они работали с Уорреном Рикером, продюсером групп Down и The Fugees, при сотрудничестве с Roy Z (продюсер Judas Priest и Брюса Дикинсона) над альбомом Passenger.
Группа выпустила пять полноценных альбомов и участвовала в турах с такими группами как Metallica, Deftones, Machine Head, Meshuggah, Arch Enemy, All That Remains, Fear Factory, The Haunted, Soilwork и God Forbid.

## История

### Ранние годы
Группа была основана эмигрантом из Румынии Миршей Гэбриэлем Эфтеми (бывший гитарист Mercenary), Руне Стигартом и Брайаном Расмуссеном в Ольборге в 1998 году. Затем к ним присоединились вокалист Марк Баи (Mark Bai) и басист Миккель Ларсен (Mikkel Larsen), и Марк Баи предложил дать группе название 'Mnemic' (что расшифровывается как Mainly Neurotic Energy Multiplying Instant Creation). Mnemic записали своё первое демо в 2000 году с Якобом Хансеном. Эти песни потом легли в основу более поздних композиций, Tattoos и Closed Eyes.
Вскоре после этого, Марк Баи из-за своих религиозных переживаний покинул группу, чтобы стать священником. Однако, Mnemic находят другого вокалиста, Михаэля Бёгбалле (Michael Bøgballe). С ним, также в 2000 году, они записывают второе демо и заключают контракт с Nuclear Blast Records.

### Mechanical Spin PhenomenaиThe Audio Injected Soul
В 2003 году группа Mnemic выпускают свой первый альбом, Mechanical Spin Phenomena, который можно определить как индастриал-грув-метал, напоминающий альбом Demanufacture группы Fear Factory с влиянием творчества группы Meshuggah.
После записи этого альбома группу покидает Миккель Ларсен, на место которого приходит Томас «Oberst» Коэфод, игравший ранее в группе Grope.
После тура по Европе в поддержку этого альбома, группа возвращается в студию и в 2004 году записывает второй альбом, названный The Audio Injected Soul, который стал самым продаваемым альбомом группы. Этот альбом схож с первым, но приобрёл больше мелодичных элементов, а также содержит единственный в своём роде кавер на известную песню The Wild Boys группы Duran Duran.
В поддержку этого альбома Mnemic активно гастролировала по Европе и Северной Америке до сентября 2005 года.
Затем группу по семейным обстоятельствам покидает Майкл Богбелл, при этом он однако продолжает оставаться вокалистом в группах Oktan и Smaxone, в которые также входят Томас Коэфод и Брайан Расмуссен.
Новым вокалистом Mnemic становится француз Гийом Бидо, бывший участник французской прогрессив дэт-металлической группы Scarve.

### Passenger
Третий студийный альбом Mnemic, получивший название Passenger, был спродюсирован Кристианом Волберсом из Fear Factory и Уорреном Рикером и выпущен в Европе 2 февраля, а в Северной Америке — 6 февраля, 2007 года. Новый альбом демонстрирует возросшее влияние металкора на музыку, как, например, увеличившееся число сложных ходов.
13 июля 2007 года, Mnemic были одной из двух групп на разогреве у Metallica на концерте в Орхусе (второй группой были Volbeat). После Headbangers Ball Tour в Дании в 2007 году, Mnemic решили взять перерыв и начать записывать новый альбом, однако в 2008 они были снова приглашены Metallica сыграть несколько концертов в Европе в качестве поддержки.

### Sons of the System
Группа объявила, что работает над четвёртым альбомом, который будет называться Sons of the System, с 2008 года, его дата выпуска в Европе 15 января 2010 года и 26 января 2010 года в США. Диск вышел на лейбле Nuclear Blast Records. Он был записан с продюсером Тью Мэдсеном, работавшей с группой над первыми двумя альбомами, на собственной студии группы — Antfarm. Группа описала альбом как «Очень эклектичный, очень разнообразный, и совершенно не такой, каким вы могли его себе представить от группы вроде нас. Давайте лишь скажем, что он более театральный, более электронный, и просто более запоминающийся, ведь мы сосредоточились на написании хороших песен и не боялись экспериментов.» Критики и слушатели сошлись во мнении, что на этом альбоме Бидо раскрыл себя как очень способный вокалист, чего нельзя сказать о предыдущем альбоме, где Гийом только опробовал свои силы в уникальном звучании группы. Альбом дебютировал на #64 месте в чате Billboard 100. Mnemic отыгрывают на фестивале Heave Sands в Сардинии, вокальные партии Гийома Бидо, отсутствующего по причине операции на запястье из-за старой травмы, исполнил гитарист коллектива Руне Стигарт. В 2011 году группу покидает бас-гитарист Томас Кофод, который, по его словам, не мог реализовать все свои амбиции в рамках Mnemic, и пожелал дальнейших успехов группе и её персоналу. Через некоторое время группу покидают барабанщик Брайан Расмуссен и гитарист Руне Стигарт. Гитарист Мирша Габриэль Эфтеми становится единственным оригинальным участником группы. Оставшись вдвоём, Эфтеми и Бидо приостанавливают концертную деятельность.

### Mnemesis
Группа неожиданно вернулась, объявив имена новых участников: итальянец Симон Бертоцци, датчане Виктор-Рэй Саломонсен Ронандер и Брайан Ларсен стали новыми басистом, гитаристом и барабанщиком соответственно. В декабре они объявляют о работе над новым, пятым альбомом группы и начале его записи в феврале. Продюсером альбома вновь выступает Тью Мадсен, группа объявляет название пятого диска — «Mnemesis», показывает обложку, над которой работал Metastazis; место записи (их студия Antfarm) и дату выхода — 8 июня. В марте гитарный производитель Strictly 7 начинает выпуск именной бас-гитары Симона Бертоцци. В мае квинтет отправляется в тур вместе с соотечественниками Raunchy в тур под названием «Electric March Over Europe». Синглом с нового альбома стала песня «I’ve Been You», на которую был снят видеоклип. На альбоме Гийом Бидо начинает использовать гроулинг, как делал предыдущий вокалист группы, а игра гитаристов показывает влияние на них прогрессивного метала и джента: риффы стали более сложными, разнообразными, синкопированными и быстрыми. Альбом дебютировал на #39 позиции чарта Billboard 100, обогнав предыдущий релиз группы — «Sons of the System», занявший в нём #64 место.

### Настоящее время
24 мая 2022 года вокалист группы Гийом Бидо умер, причина смерти неизвестна.
В феврале 2024 года группа объявила о своем воссоединении и туре в честь 20-летия альбома The Audio Injected Soul в том составе с которым этот альбом был записан, а именно Эфтеми, Стигарт, Коефоед, Расмуссен и Бёгбалле.

## Состав группы
- Михаэль Бёгбалле - вокал (2001-2005, 2024-настоящее время)
- Мирча Габриэль Эфтеми - гитары, клавишные (1998-2013, 2024-настоящее время)
- Руне Стигарт - гитары (1998-2011, 2024-настоящее время)
- Томас «Oberst» Коэфод (2003-2011, 2024-настоящее время)
- Брайан «Brylle» Расмуссен - ударные (1998-2011, 2024 настоящее время)

### Бывшие участники
- Миккель Ларсен - бас (1998-2003)
- Марк Бай - вокал (1998-2001)
- Симоне Бертоцци - бас (2011-2013)
- Брайан Ларсен - барабаны (2011-2013)
- Виктор-Рей Саломонсен Ронандер - гитара, клавишные, программирование (2011-2013)
- Гийом Бидо - вокал (2006-2013; умер в 2022)

### Временные участники
- Тони Еленкович (Tony Jelencovich) — вокал (2005—2006)
- Виктор-Рэй Саломонсен Ронандер — (Victor-Ray Salomonsen Ronander) — гитара (2009—2010)

## Дискография
| Год выпуска | Название                  | Лейбл         |
| 2003        | Mechanical Spin Phenomena | Nuclear Blast |
| 2004        | The Audio Injected Soul   | Nuclear Blast |
| 2007        | Passenger                 | Nuclear Blast |
| 2010        | Sons of the System        | Nuclear Blast |
| 2012        | Mnemesis                  | Nuclear Blast |

## Видеография
- «Ghost» (2003)
- «Liquid» (2003)
- «Deathbox» (2004)
- «Door 2.12» (2004)
- «Meaningless» (2006)
- «Diesel Uterus» (2010)
- «I’ve Been You» (2012)